# آقجالي (أديامان)
آقجالي (بالكردية: Kotur‏) (بالتركية: Akçalı)‏ هي قرية كرديّة رشوانيّة تتبع إداريّاً لمديرية أديامان في محافظة أديامان التركية الواقعة في جنوب شرق الأناضول. بلغ عدد سكان القرية 244 نسمة في عام 2021.